# Colombier NE
Colombier je bývalá samostatná obec v kantonu Neuchâtel na západě Švýcarska. Žije zde asi 5500 obyvatel. 
Dříve samostatná obec vytvořila k 1. lednu 2013 společně s obcemi Auvernier a Bôle novou obec Milvignes.

## Geografie
Colombier leží v nadmořské výšce 457 m, vzdušnou čarou 6 km západojihozápadně od hlavního města kantonu, Neuchâtelu. Vesnice leží v kotlině na jižním úpatí Jury, nedaleko břehů Neuchâtelského jezera; staré centrum obce je mírně vyvýšené na molasovém kopci.
Území obce o rozloze 4,5 km² se rozkládá na úzkém úseku na severním břehu Neuchâtelského jezera. Území obce se rozkládá od břehu, který tvoří nejsevernější část aluviální roviny řeky Areuse, směrem na severozápad přes kotlinu Colombier a náhorní plošinu Planeyse, která leží asi 50 m nad jezerem, až po jižní svah Jury a zahrnuje také les Cottendart. Nejvyššího bodu Colombier je dosaženo v nadmořské výšce 660 m pod lesem Forêt de Dame Othenette. V roce 1997 bylo 38 % rozlohy obce pokryto zastavěnou plochou, 20 % lesy a lesními porosty, 41 % zemědělstvím a necelé 1 % neproduktivní půdou.
Colombier zahrnuje osady Cottendart (570 m n. m.) a Le Villaret (600 m n. m.) na jižním svahu Jury. Sousedními obcemi byly Boudry, Bôle, Rochefort, Corcelles-Cormondrèche a Auvernier.

## Historie

Letecký pohled (1954)

Colombier má velmi dlouhou tradicí osídlení. Na břehu jezera byly nalezeny pozůstatky osídlení z neolitu a doby bronzové. Oblast byla osídlena také v době římské; na místě dnešního hradu se nacházela rozsáhlá římská villa, která byla mezi 1. a 3. stoletím rozšířena na palácový zámek. Z merovejského období pochází pohřebiště.
První doložená zmínka o Colombier pod názvem Columbier pochází z roku 1228. Od středověku tvořil Colombier vlastní panství, k němuž patřila osada Areuse (dnes součást Boudry), dále části Bôle a Bevaix a některé pozemky ve vzdálenějších oblastech. Páni z Colombier byli vazaly hrabat z Neuchâtelu. Sňatkem přešlo panství v roce 1488 na rod de Chauvirey z Franche-Comté a v roce 1513 na Johanna Jakoba von Wattenwyl, který zde zavedl reformaci. Teprve v roce 1564 koupila práva na panství hrabata z Neuchâtelu. Neuchâtel byl od roku 1648 knížectvím a od roku 1707 byl spojen personální unií s Pruským královstvím. V roce 1806 bylo území postoupeno Napoleonovi a v roce 1815 se v rámci Vídeňského kongresu stalo součástí Švýcarské konfederace, přičemž pruští králové zůstali až do roku 1848 (formálně do Neuchâtelské smlouvy z roku 1857) také knížaty Neuchâtelu. Colombier patřil do roku 1848 k okrsku La Côte, od té doby k okresu Boudry.

## Obyvatelstvo
| Rok            | 1850 | 1900 | 1950 | 1960 | 1970 | 1980 | 1990 | 2000 |
| Počet obyvatel | 896  | 2051 | 2071 | 2652 | 4095 | 4126 | 4636 | 4897 |

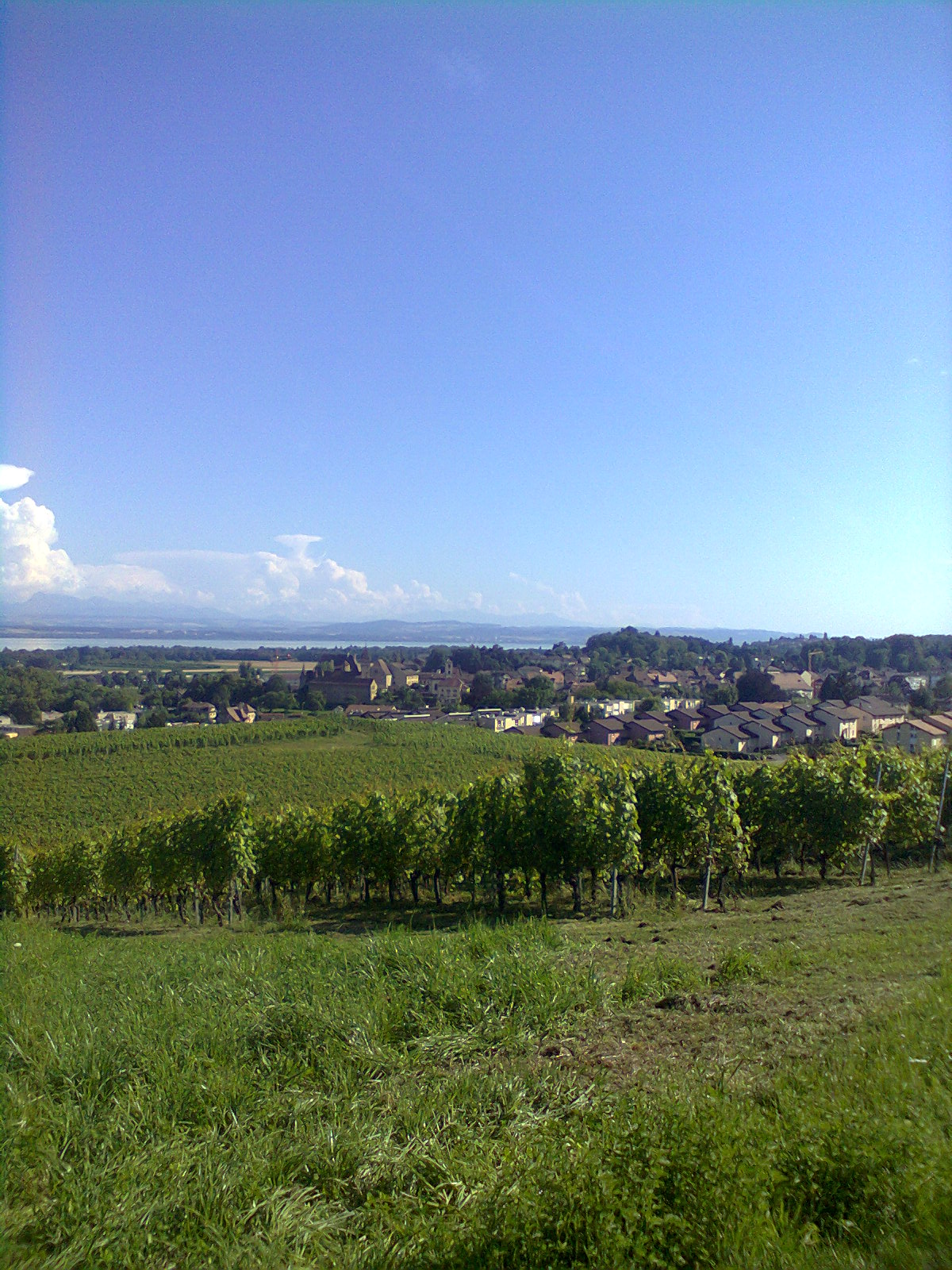
Vinice v okolí Colombier

86,4 % obyvatel hovoří francouzsky, 4,5 % německy a 2,7 % italsky (stav v roce 2000). Již v roce 1900 měl Colombier 2051 obyvatel a další výrazný nárůst počtu obyvatel byl zaznamenán přibližně od roku 1950, přičemž obzvláště vysoké tempo růstu bylo zaznamenáno v 60. letech 20. století.

## Hospodářství
Po dlouhou dobu se Colombier vyznačoval především zemědělstvím. Vinařství je stále důležité zejména na jižních svazích v dolní části Jury, které jsou optimálně vystaveny slunci. Od poloviny 18. století pracovalo mnoho vesničanů v továrnách Indienne na dolním toku Areuse. V průběhu 19. století přibylo několik hodinářských podniků. V posledních několika desetiletích se Colombier vyvinul v rezidenční obec, přičemž mnoho pracujících odjíždělo za prací do Neuchâtelu. V obci je poměrně málo průmyslu. Jedním z hlavních zdrojů příjmů je zásobování kasáren. V Colombier se nachází také spalovna odpadů (poblíž Cottendart) a mezikantonální rybí farma. Na středoškolském středisku v Colombier, otevřeném v roce 1969, se učí i žáci z okolních obcí.

## Doprava

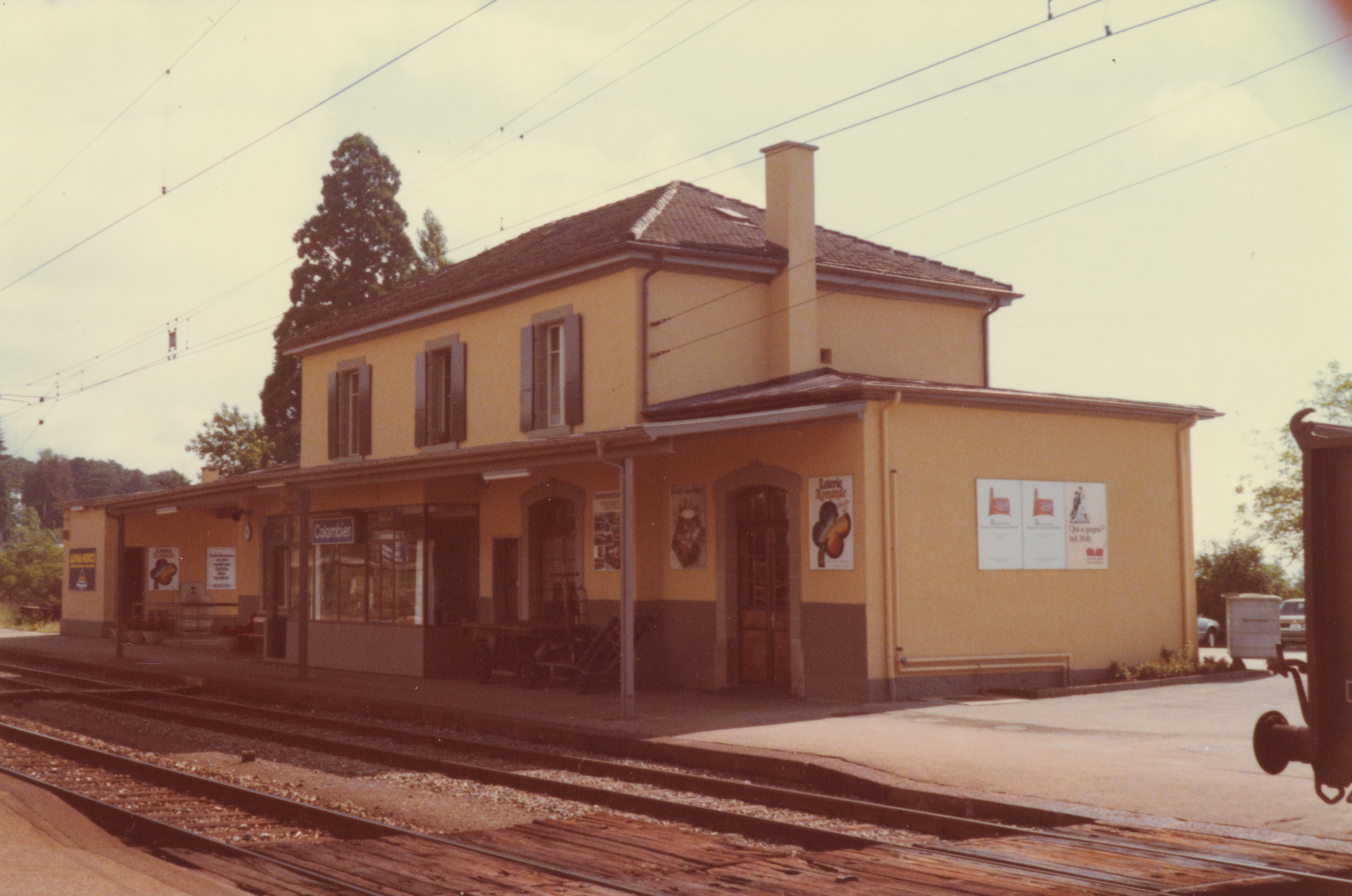
Železniční stanice Colombier

Obec má velmi dobré dopravní spojení. Nachází se na hlavní silnici č. 5 z Neuchâtelu do Yverdonu. Otevření úseku dálnice A5 ze Serrières do Boudry v roce 1977 ulevilo centru obce od tranzitní dopravy. Dne 7. listopadu 1859 byla slavnostně otevřena železniční trať Yverdon–Neuchâtel se stanicí v Colombier (na hranici obce západně od obce). V roce 1892 byla otevřena meziměstská linka 5 neuchâtelské tramvaje, která vede z Neuchâtelu do Boudry a obsluhuje tři zastávky v obci Colombier. Na hranici obce s Boudry se nachází letiště Neuchâtel.